# Jiří Brožek
Jiří Brožek (Roudnice nad Labem, 11 de marzo de 1947) es un montador de cine checo.

## Biografía
Estudió montaje y dirección cinematográficos en FAMU en Praga entre 1967 y 1973. Después trabajó en Barrandov estudios cinematográficos, desde 1976 trabajo autonomamente. Durante su carrera montó más que 100 largometrajes, mucho TV producción y varias series de televisión. 
Cooperó entre otros con Ladislav Smoljak, Karel Kachyňa, Jiří Menzel, Věra Chytilová o Václav Havel.
Nueve veces ganó Premio León checo por las películas Krvavý román (1993), Je třeba zabít Sekala (1998), Anděl Exit (2000), Nuda v Brně (2003), Sluneční stát (2005), Hezké chvilky bez záruky (2006), ...a bude hůř (2007), Odcházení (2011) y Špína (2017), y tiene dos premios eslovacos Slnko v sieti por Slunečný stát (2006) y Cigán (2012). Es miembro de Academia Checa de Cine y Televisión (ČFTA) y miembro honrado de Academia Eslovaca de Cine y Televisión (SFTA).
Tiene tres hijos.

## Filmografía (selección)
| 1978 | Báječní muži s klikou (Los afortunados), d. Jiří Menzel |
| 1979 | Panelstory (Historia prefabricada), d. Věra Chytilová |
| 1980 | Postřižiny (Tijeretazos), d. Jiří Menzel |
| 1981 | Kalamita (Calamidad), d. Věra Chytilová |
| 1983 | Slavnosti sněženek (La fiesta de las campanillas verdes), d. Jiří Menzel                                                                                        |
| 1985 | Vesničko má, středisková (Mi dulce pueblecito), d. Jiří Menzel                                                                                                  |
| 1986 | Vlčí bouda (Agujero de lobo), d. Věra Chytilová |
| 1987 | Šašek a královna (El bufón y la reina), d. Věra Chytilová |
| 1989 | Konec starých časů (El fin de los buenos viejos tiempos), d. Jiří Menzel                                                                                        |
| 1990 | Žebrácká opera (La ópera de los cuatro cuartos), d. Jiří Menzel                                                                                                 |
| 1994 | Život a neobyčejná dobrodružství vojáka Ivana Čonkina (Vida y aventuras extraordinarias del soldado Ivan Tchonkine), d. Jiří Menzel                             |
| 2006 | Obsluhoval jsem anglického krále (Yo serví al rey de Inglaterra), d. Jiří Menzel Hezké chvilky bez záruky (Garantía de momentos placenteros), d. Věra Chytilová |

## Enlaces